# Clémentine Geoffray
Pour les articles homonymes, voir Geoffray.
Clémentine Geoffray, née le 24 octobre 1994 à Viriat, est une traileuse française. Elle est championne du monde de trail court 2023, championne de France de trail court 2023 et a remporté la Skyrunner World Series 2023.

## Biographie
Clémentine Geoffray fait ses débuts en kayak à l'âge de huit ans. Elle se spécialise dans les disciplines de slalom et de descente et intègre l'équipe nationale junior. Elle remporte notamment les titres de championne du monde junior 2011 par équipes en descente ainsi que de championne de France junior 2012 de slalom. À 23 ans, elle se retrouve à Varsovie pour une année d'échange dans le cadre de ses études à l'Institut d'études politiques de Toulouse. Sans possibilité de pratiquer son sport, elle se met à pratiquer plus assidûment la course à pied. Sentant ensuite qu'elle n'arrive plus à progresser en kayak, elle décide d'abandonner ce sport pour se mettre à pratiquer le trail en compétition. Elle prend part aux championnats de France de trail 2016 à Saint-Martin-Vésubie et remporte le titre dans la catégorie espoirs,.
Le 1er juillet 2018, elle participe aux championnats d'Europe de course en montagne à Skopje. Elle se classe dixième et avec ses coéquipières Anaïs Sabrié deuxième et Élise Poncet sixième, elle remporte la médaille d'or au classement par équipes.
Elle connaît une excellente saison 2023. Le 18 mars, elle prend part aux championnats de France de trail court à Montpellier-le-Vieux. Elle prend la première les commandes de la course et creuse l'écart en tête. Elle s'impose en solitaire avec deux minutes d'avance sur sa plus proche poursuivante Louise Serban-Penhoat et remporte son premier titre national. Le 14 mai, elle s'aligne sur la Skyrace des Matheysins, manche de la Skyrunner World Series. Elle domine la course de bout en bout pour s'offrir la victoire. Le 8 juin, elle prend le départ de l'épreuve de trail court aux championnats du monde de course en montagne et trail à Innsbruck. Prenant un départ prudent, elle parvient à remonter jusque dans le groupe des poursuivantes qui suit la Suissesse Judith Wyder seule en tête. La Française attend la dernière montée pour lancer son attaque et s'empare des commandes de la course. Elle profite de la descente pour gérer son avance et s'offre le titre. Elle double la mise au classement par équipes avec Louise Serban-Penhoat et Lucille Germain. Le 23 juillet, elle effectue une solide course lors de la Schlegeis 3000 Skyrace et termine deuxième derrière la Mexicaine Karina Carsolio. Le 23 septembre, elle prend un départ prudent sur la course Gorbeia Suzien. Assurant la quatrième place, elle décide d'accélérer en fin de course et parvient à surprendre ses adversaires qu'elle double pour s'offrir la victoire en 3 h 34 min 24 s. Elle signe un nouveau record féminin du parcours et se retrouve en tête du classement provisoire ex-aequo avec Iris Pessey. Lors de la finale SkyMasters courue dans le cadre de la Limone Extreme, elle assure sa course et termine au pied du podium. Elle remporte ainsi le classement général face à Iris Pessey blessée qui termine péniblement à la onzième place.
Elle se blesse au muscle droit fémoral en début de saison 2024. Elle parvient à revenir à la compétition sur l'épreuve de trail aux championnats d'Europe de course en montagne et trail à Annecy. Effaçant les doutes quant à sa forme, elle prend un bon départ et revient rapidement sur les talons de sa compatriote favorite Blandine L'Hirondel. Elle parvient à la doubler puis accélère pour aller s'offrir le titre. Elle remporte de plus la médaille d'or au classement par équipes avec ses compatriotes qui complètent le podium.

## Palmarès
| no  | féminin            | Course                                 | Longueur | Départ            | Temps           |
| --- | ------------------ | -------------------------------------- | -------- | ----------------- | --------------- |
| 79e | Médaille de bronze | SaintExpress                           | 44 km    | 7 décembre 2014   | 4 h 24 min 18 s |
| 75e | Médaille de bronze | Skyrhune                               | 21 km    | 23 septembre 2017 | 2 h 28 min 2 s  |
| 67e | Médaille de bronze | Sky Race Montgenèvre                   | 27 km    | 15 juillet 2015   | 2 h 22 min 47 s |
| 12e | Médaille d'or      | Trail du Ventoux - 26 km               | 22 km    | 17 mars 2019      | 2 h 5 min 24 s  |
| 52e | Médaille d'or      | Championnats de France de trail court  | 30 km    | 18 mars 2023      | 2 h 41 min 16 s |
| 42e | Médaille d'or      | Skyrace des Matheysins                 | 25 km    | 14 mai 2023       | 2 h 54 min 12 s |
| 39e | Médaille d'or      | Championnats du monde de trail - Court | 45,2 km  | 8 juin 2023       | 4 h 53 min 12 s |
| 16e | Médaille d'argent  | Schlegeis 3000 Skyrace                 | 34 km    | 22 juillet 2023   | 4 h 28 min 7 s  |
| 24e | Médaille d'or      | MCC                                    | 40 km    | 28 août 2023      | 3 h 47 min 2 s  |
| 35e | Médaille d'or      | Gorbeia Suzien                         | 31 km    | 23 septembre 2023 | 3 h 34 min 24 s |
| 37e | Médaille d'or      | Championnats d'Europe de trail         | 58 km    | 1er juin 2024     | 5 h 44 min 37 s |
| 35e | Médaille de bronze | OCC                                    | 57 km    | 29 août 2024      | 6 h 2 min 10 s  |
| 28e | 4e                 | Grand Trail des Templiers              | 80,4 km  | 20 octobre 2024   | 7 h 49 min 46 s |
| 24e | 6e                 | Marathon du Mont-Blanc                 | 42 km    | 29 juin 2025      | 4 h 25 min 44 s |